# 카르파트에어
카르파트에어(영어: Carpatair)는 루마니아의 민영 항공사로 본사는 티미쇼아라에 있다. 1999년 2월에 클루지나포카에서 설립되었으며 1999년 12월에 스위스-스웨덴 투자가들이 회사 전체 자본의 49%를 인수했다. 현재는 루마니아 투자가가 회사 전체 자본의 51%, 스위스-스웨덴 투자가가 회사 전체 지분의 49%를 소유하고 있다. 2017년 8월 기준으로 포커 100 항공기 3대를 소유하고 있다.